# Матч всех звёзд женской НБА 2003 года
Матч всех звёзд женской НБА 2003 года (англ. 2003 WNBA All-Star Game) — ежегодная показательная баскетбольная игра, прошедшая в субботу, 12 июля 2003 года, в Нью-Йорке (штат Нью-Йорк) на домашней площадке клуба «Нью-Йорк Либерти» «Мэдисон-сквер-гарден». Эта встреча стала пятым матчем всех звёзд (ASG) в истории женской национальной баскетбольной ассоциации и вторым, проведённым в Нью-Йорке, первый прошёл в 1999 году. Встреча транслировалась спортивным кабельным каналом ESPN на телевизионном канале ABC в 4:00 вечера по Североамериканскому восточному времени (ET), а судьями на матче работали Ламонт Симпсон, Рой Галбиан и Сью Блоч.
Сборная Запада под руководством Майкла Купера в упорной борьбе обыграла сборную Востока Ричи Адубато со счётом 84:75, тем самым продолжив серию побед до пяти игр подряд и увеличив разницу в очном противостоянии (5:0). Первые четыре матча всех звёзд женской НБА неизменно выигрывала команда Запада. Самым ценным игроком этого матча была признана Никки Тисли, представляющая на нём команду «Лос-Анджелес Спаркс». Первоначально она вообще не должна была принимать участие в этой игре, однако из-за травм двух игроков стартовой пятёрки команды Запада, Синтии Купер и Тины Томпсон, была включена в состав резервистов.

## Матч всех звёзд

### Составы команд
Игроки стартовых пятёрок матча всех звёзд женской НБА выбираются по итогам электронного голосования, проводимого среди болельщиков на официальном сайте лиги — WNBA.com. Выбор баскетболисток резервного состава команд Востока и Запада проводится путём голосования среди главных тренеров клубов, входящих в конференцию, причём они не могут голосовать за своих собственных подопечных. До 2013 года наставники могли выбрать двух защитников, двух форвардов, одного центрового и ещё двух игроков вне зависимости от их амплуа. В 2014 году позиции форварда и центрового были объединены в единую категорию нападения, после чего наставники команд стали голосовать за двух защитников, трёх игроков нападения и одного игрока независимо от позиции. Если та или иная баскетболистка не может участвовать в ASG из-за травмы или по болезни, то их заменяют специально отобранные для этого резервисты.
По правилам женской НБА на тренерский мостик сборных Запада и Востока назначаются наставники команд, участвовавших в финале прошлого сезона, исключением являются матчи всех звёзд 1999 и 2009 годов. В 2002 году в финальной серии играли клубы «Лос-Анджелес Спаркс» и «Нью-Йорк Либерти», поэтому сборной Запада руководил Майкл Купер, а сборной Востока — Ричи Адубато. Официально их имена были объявлены женской НБА 12 июня, ровно за месяц до игры.
30 июня ВНБА опубликовала итоги голосования среди болельщиков на официальном сайте ассоциации, по результатам которого наибольшее число голосов набрала Шерил Свупс (124 575, рекорд лиги), следом за ней расположились Тамика Кэтчингс (112 812), Лиза Лесли (91 064) и Сью Бёрд (89 174). В итоге в стартовую пятёрку команды Запада помимо Свупс, Лесли и Бёрд вошли Тина Томпсон (81 825) и Синтия Купер (60 418), а в стартовую пятёрку сборной Востока помимо Кэтчингс вошли Чамик Холдскло (83 750), Тари Филлипс (81 402), Тереза Уизерспун (79 137) и Дон Стэйли (57 846).
2 июля были опубликованы итоги голосования среди главных тренеров команд ВНБА, по результатам которого резервистами Запада стали Тамека Диксон, Кэти Смит, Лорен Джексон, Адриан Уильямс, Иоланда Гриффит и Малгожата Дыдек. Запасными Востока стали Бекки Хэммон, Шэннон Джонсон, Деанна Нолан, Свин Кэш, Натали Уильямс и Шерил Форд. Однако Купер и Томпсон из-за полученных травм не смогли принять участие в этой игре, в результате чего образовавшиеся вакантные места в стартовой пятёрке Запада заняли Диксон и Джексон, на замену которым в состав резервистов Запада были включены Никки Тисли и Мэри Фердинанд. Кроме этого в команде Востока из-за травмы не смогла участвовать в этом матче и Бекки Хэммон, её место среди резервистов заняла Никеша Сейлс.
По результатам голосования пятый раз на матч всех звёзд получили вызов Тина Томпсон, Лиза Лесли, Тереза Уизерспун, Чамик Холдскло и Никеша Сейлс, четвёртый раз — Шерил Свупс, Кэти Смит, Иоланда Гриффит, Тари Филлипс, Шэннон Джонсон и Натали Уильямс и третий раз — Синтия Купер, Тамека Диксон, Лорен Джексон и Дон Стэйли.
В данной таблице опубликованы полные составы сборных Запада и Востока предстоящего матча.
| Поз.                                              | Игрок             | Команда                  | Выбор             |
| Стартовая пятёрка                                 | Стартовая пятёрка | Стартовая пятёрка        | Стартовая пятёрка |
| ------------------------------------------------- | ----------------- | ------------------------ | ----------------- |
| З                                                 | Сью Бёрд          | Сиэтл Шторм              | 2-й               |
| З                                                 | Синтия Купер[a]   | Хьюстон Кометс           | 3-й               |
| Ф                                                 | Шерил Свупс       | Хьюстон Кометс           | 4-й               |
| Ф                                                 | Тина Томпсон[a]   | Хьюстон Кометс           | 5-й               |
| Ц                                                 | Лиза Лесли        | Лос-Анджелес Спаркс      | 5-й               |
| Запасные игроки                                   |                   |                          |                   |
| З                                                 | Никки Тисли[b]    | Лос-Анджелес Спаркс      | 1-й               |
| З                                                 | Тамека Диксон[c]  | Лос-Анджелес Спаркс      | 3-й               |
| З                                                 | Мэри Фердинанд[b] | Сан-Антонио Силвер Старз | 2-й               |
| З                                                 | Кэти Смит         | Миннесота Линкс          | 4-й               |
| Ф                                                 | Лорен Джексон[c]  | Сиэтл Шторм              | 3-й               |
| Ф                                                 | Адриан Уильямс    | Финикс Меркури           | 1-й               |
| Ц                                                 | Иоланда Гриффит   | Сакраменто Монархс       | 4-й               |
| Ц                                                 | Марго Дыдек       | Сан-Антонио Силвер Старз | 1-й               |
| Главный тренер: Майкл Купер (Лос-Анджелес Спаркс) |                   |                          |                   |

| Поз.                                            | Игрок             | Команда           | Выбор             |
| Стартовая пятёрка                               | Стартовая пятёрка | Стартовая пятёрка | Стартовая пятёрка |
| ----------------------------------------------- | ----------------- | ----------------- | ----------------- |
| З                                               | Тереза Уизерспун  | Нью-Йорк Либерти  | 5-й               |
| З                                               | Дон Стэйли        | Шарлотт Стинг     | 3-й               |
| Ф                                               | Тамика Кэтчингс   | Индиана Фивер     | 2-й               |
| Ф                                               | Чамик Холдскло    | Вашингтон Мистикс | 5-й               |
| Ц                                               | Тари Филлипс      | Нью-Йорк Либерти  | 4-й               |
| Запасные игроки                                 |                   |                   |                   |
| З                                               | Бекки Хэммон[a]   | Нью-Йорк Либерти  | 1-й               |
| З                                               | Шэннон Джонсон    | Коннектикут Сан   | 4-й               |
| З                                               | Деанна Нолан      | Детройт Шок       | 1-й               |
| З                                               | Никеша Сейлс[b]   | Коннектикут Сан   | 5-й               |
| Ф                                               | Свин Кэш          | Детройт Шок       | 1-й               |
| Ф                                               | Натали Уильямс    | Индиана Фивер     | 4-й               |
| Ц                                               | Шерил Форд        | Детройт Шок       | 1-й               |
| Главный тренер: Ричи Адубато (Нью-Йорк Либерти) |                   |                   |                   |

- a  Игроки, не принимавшие участие в матче из-за травмы.
- b  Игроки, заменившие в нём травмированных.
- c  Игроки, начавшие игру в стартовой пятёрке, вместо травмированных.

### Ход матча
С самого начала сборная Запада очертила своё преимущество в игре, спустя три с лишним минуты поведя в счёте 10:6, а через четыре минуты — 14:6. После этого сборной Востока удалось перехватить инициативу в матче и к середине первой половины встречи сначала сравнять счёт, а затем и впервые выйти вперёд, 24:23 за 10:07 до большого перерыва. Впрочем спустя полминуты сборная Запада вернула себе лидерство в матче, а за 8:14 до свистка на большой перерыв, после точного попадания Кэти Смит, оно достигло пяти очков (31:26), после которого состоялся официальный тайм-аут. После его завершения сборная Востока опять перехватила инициативу и сделала небольшой рывок, набрав десять очков подряд и вернув себе лидерство в игре, во время которого на площадке солировали Тамика Кэтчингс и Никеша Сейлс. В течение следующих трёх с половиной минут команда Востока продолжала доминировать на баскетбольной площадке и усилиями Тари Филлипс и Дон Стэйли довела своё преимущество до двенадцати очков, 46:34 за 1:49 до большого перерыва. Последний отрезок первой половины встречи остался за сборной Запада, во время которого два броска подряд реализовала Лиза Лесли, тем самым немного сократив разницу в счёте, в результате чего оппоненты отправились на большой перерыв при счёте 46:38 в пользу команды Востока.
Буквально сразу после большого перерыва ситуация в матче кардинально изменилась, инициативу перехватила уже команда Запада, которая в течение первых двух минут второй половины встречи набрала пять очков подряд, сократив своё отставание в счёте до трёх очков (43:46), а затем постепенно стала настигать противника, сокращая преимущество Востока в счёте, и за 10:33 до конца матча вышла вперёд (57:54). В течение следующих четырёх минут сборная Запада солировала на арене и не позволяла команде Востока почти ничего, за 6:41 до конца матча перевес в счёте достиг 12-и очков (66:54). После этого сборной Востока удался ответный рывок, во время которого солировали Тамика Кэтчингс и Натали Уильямс. Этот отрезок встречи команда Востока выиграла со счётом 11:2, в результате чего за 3 минуты до конца матча перевес Запада составлял всего три очка (68:65). Однако этот успех оказался всего лишь локальным, и сразу же команда Запада, за полторы минуты до финальной сирены, вернула себе комфортное преимущество в счёте в 10 очков (78:68). В оставшееся до конца игры время Востоку кардинально изменить ситуацию не удалось, все её попытки догнать противника не увенчались успехом. В итоге встреча завершилась победой команды Запада со счётом 84:75, которая в пятый раз подряд выиграла матч всех звёзд.
Самым ценным игроком этого матча была признана Никки Тисли из «Лос-Анджелес Спаркс», которая набрала 10 очков, совершила 6 подборов, сделала 6 передач и 5 перехватов. Помимо того лучшими игроками этой встречи, предопределившими победу команды Запада, стали Лиза Лесли, набравшая 17 очков и 3 подбора, Иоланда Гриффит, набравшая 14 очков и 7 подборов и Сью Бёрд, набравшая 11 очков, 4 подбора и 2 передачи. Лучшими же игроками команды Востока стали Тамика Кэтчингс, набравшая 17 очков, 4 подбора, 2 передачи и 2 перехвата, Деанна Нолан, набравшая 15 очков и 6 подборов, Тари Филлипс, набравшая 13 очков и 7 подборов, Натали Уильямс, набравшая 6 очков, 11 подборов и 3 перехвата и Дон Стэйли, набравшая 5 очков и 7 передач.
| 12 июля 2003 года 4:00 pm (ET) | Протокол | Сборная Запада                   | 84:75    | Сборная Востока    | Мэдисон-сквер-гарден, Нью-Йорк (штат Нью-Йорк) Зрителей: 18 610 Судьи: Ламонт Симпсон Рой Галбиан Сью Блоч | ABC |
| 12 июля 2003 года 4:00 pm (ET) | Протокол | Счёт по половинам: 38:46, 46:29. |          |                    | Мэдисон-сквер-гарден, Нью-Йорк (штат Нью-Йорк) Зрителей: 18 610 Судьи: Ламонт Симпсон Рой Галбиан Сью Блоч | ABC |
| 12 июля 2003 года 4:00 pm (ET) | Протокол | Лиза Лесли 17                    | Очки     | Тамика Кэтчингс 17 | Мэдисон-сквер-гарден, Нью-Йорк (штат Нью-Йорк) Зрителей: 18 610 Судьи: Ламонт Симпсон Рой Галбиан Сью Блоч | ABC |
| 12 июля 2003 года 4:00 pm (ET) | Протокол | Иоланда Гриффит 7                | Подборы  | Натали Уильямс 11  | Мэдисон-сквер-гарден, Нью-Йорк (штат Нью-Йорк) Зрителей: 18 610 Судьи: Ламонт Симпсон Рой Галбиан Сью Блоч | ABC |
| 12 июля 2003 года 4:00 pm (ET) | Протокол | Никки Тисли 6                    | Передачи | Дон Стэйли 7       | Мэдисон-сквер-гарден, Нью-Йорк (штат Нью-Йорк) Зрителей: 18 610 Судьи: Ламонт Симпсон Рой Галбиан Сью Блоч | ABC |

### Полная статистика матча
В данной таблице показан подробный статистический анализ этого матча.

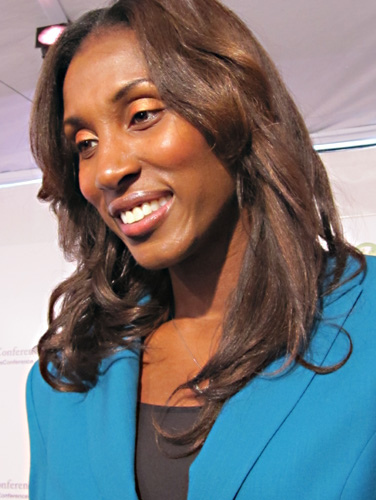
Лиза Лесли, лучший игрок матча по очкам (17)
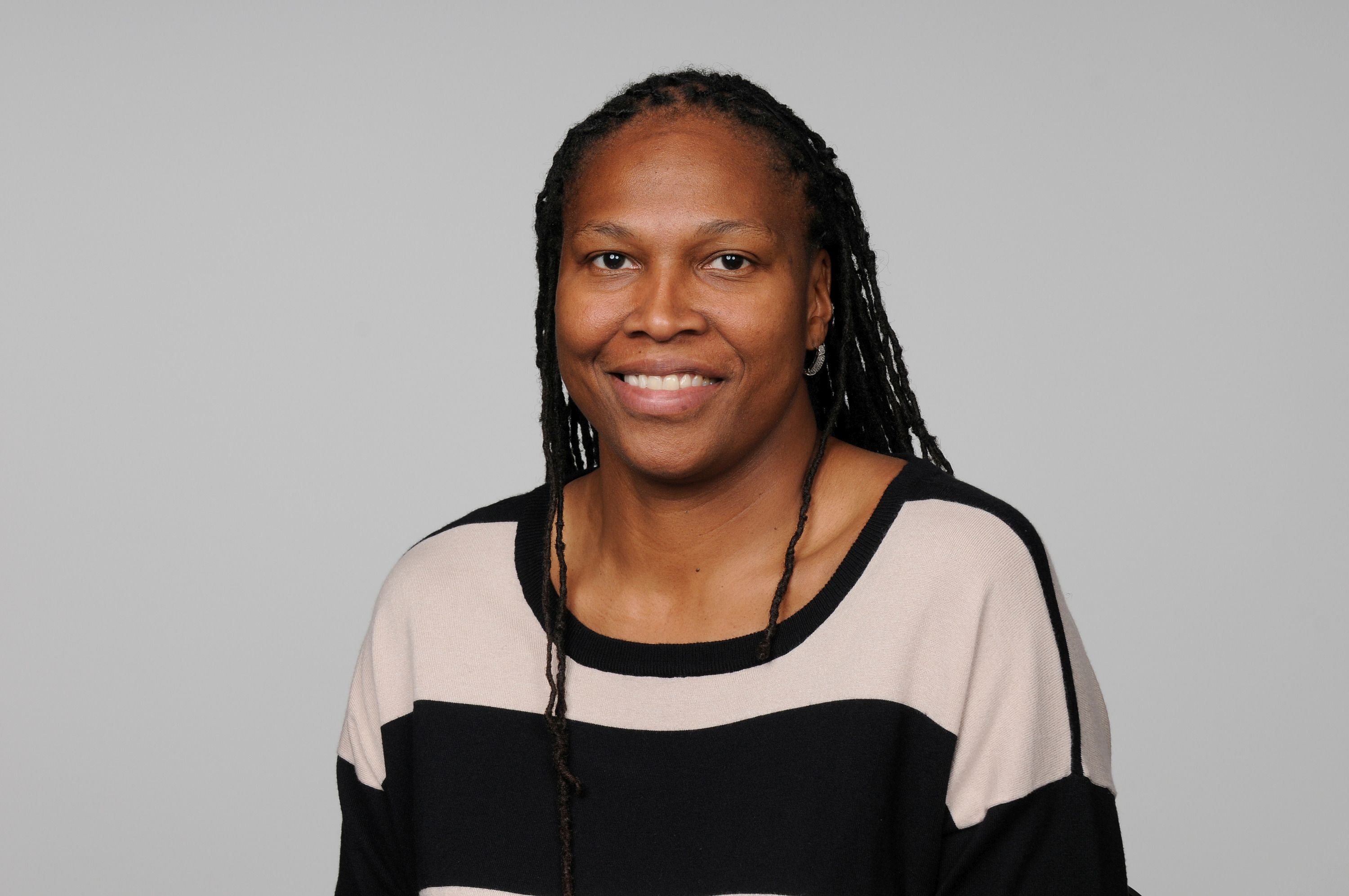
Иоланда Гриффит, второй игрок матча по подборам (7)
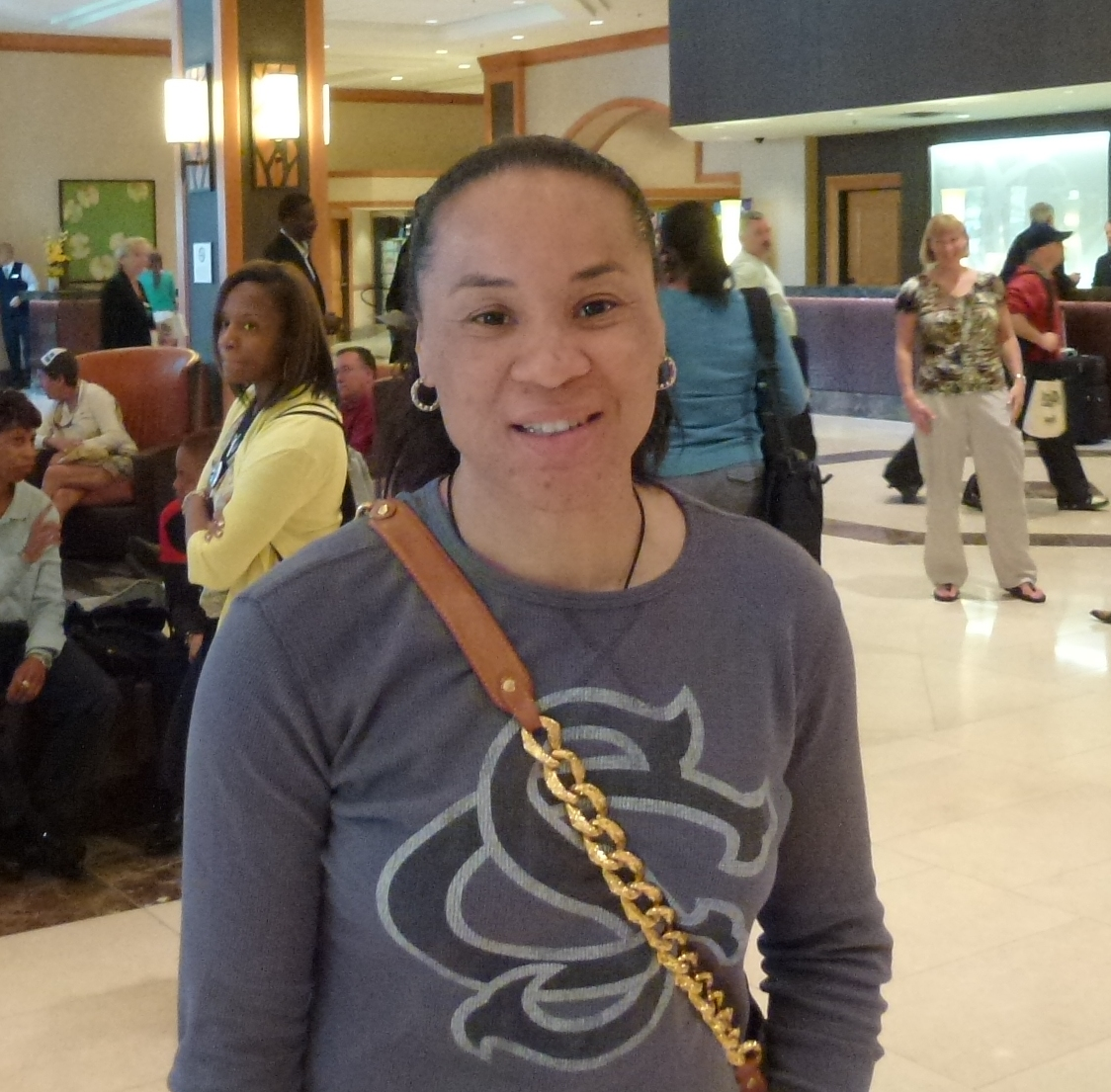
Дон Стэйли, лучший игрок матча по передачам (7)
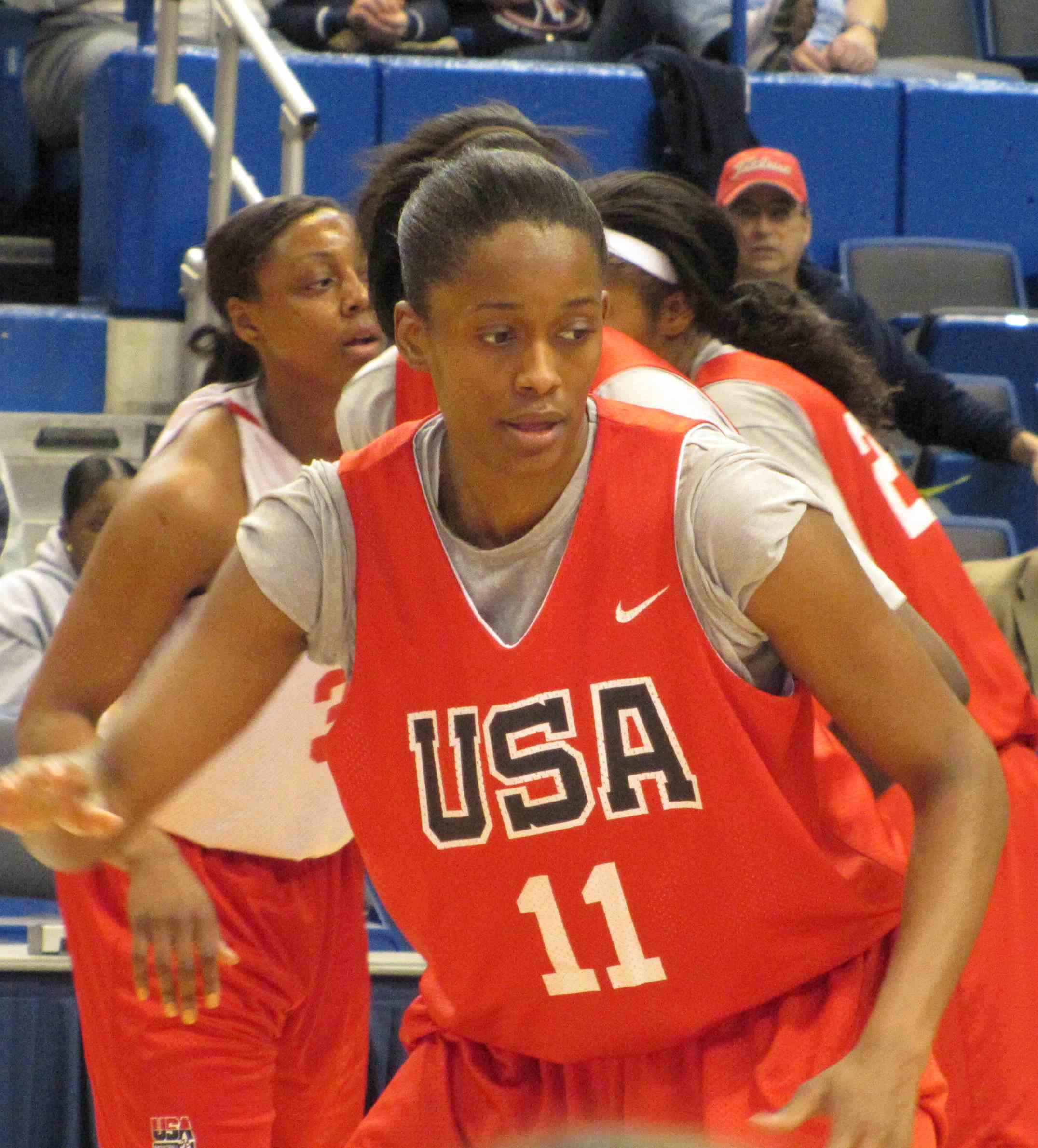
Свин Кэш, третий игрок матча по перехватам (2)
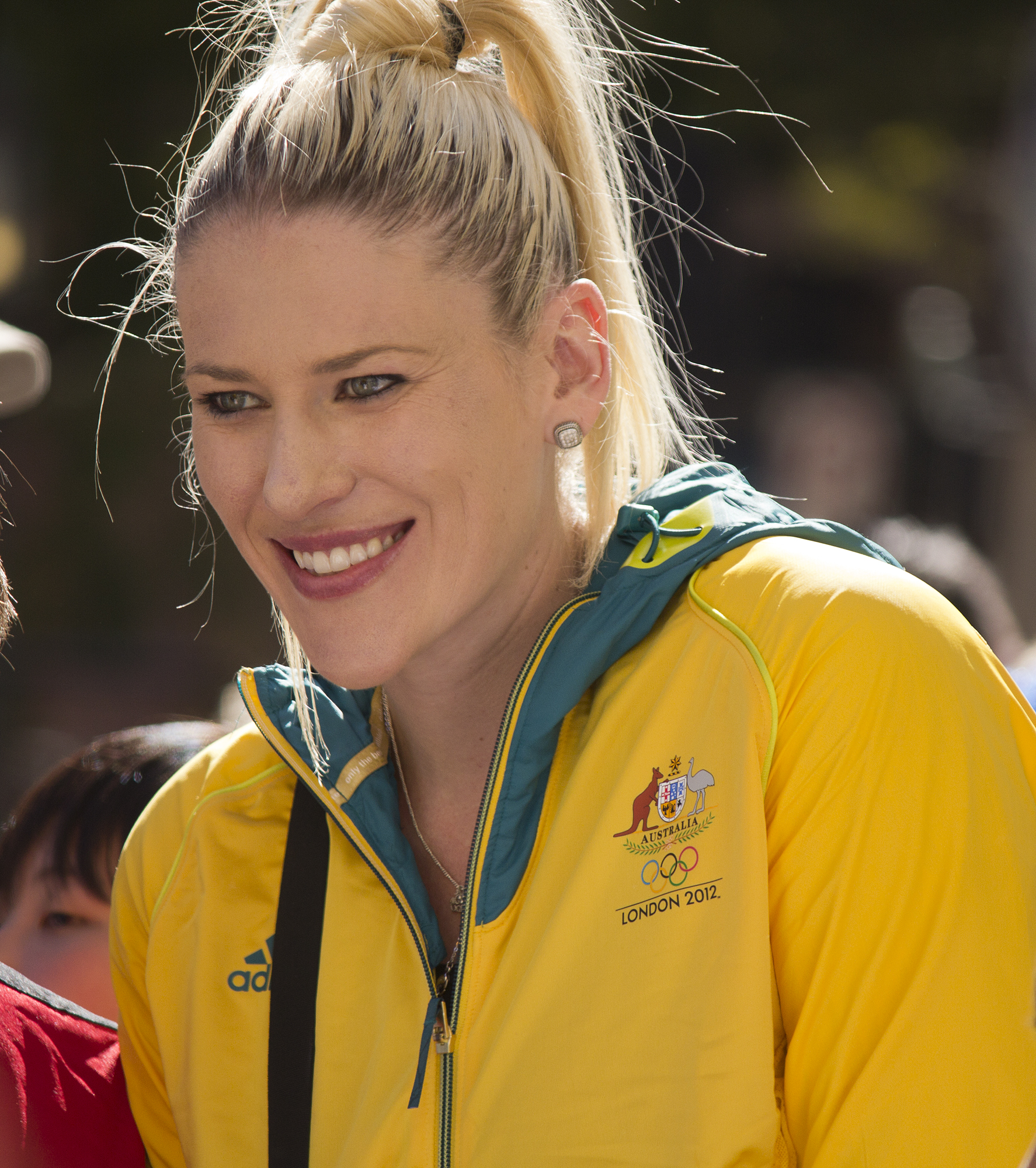
Лорен Джексон, лучший игрок матча по блок-шотам (3)

| Звёзды Западной конференции |                            |        |       |      |       |     |     |     |     |    |    |     |    |     |
| Стартовая пятёрка           | Команда                    | MIN    | FG    | 3P   | FT    | OFF | DEF | TOT | AST | ST | BS | TOV | PF | PTS |
| Сью Бёрд                    | Сиэтл Шторм                | 22     | 3-8   | 1-4  | 4-5   | 1   | 3   | 4   | 2   | 0  | 0  | 2   | 1  | 11  |
| Тамека Диксон               | Лос-Анджелес Спаркс        | 13     | 0-2   | 0-0  | 0-0   | 1   | 2   | 3   | 1   | 0  | 0  | 2   | 0  | 0   |
| Шерил Свупс                 | Хьюстон Кометс             | 20     | 1-4   | 0-1  | 2-4   | 0   | 4   | 4   | 4   | 1  | 0  | 2   | 1  | 4   |
| Лорен Джексон               | Сиэтл Шторм                | 19     | 3-7   | 1-2  | 2-3   | 1   | 3   | 4   | 0   | 0  | 3  | 0   | 0  | 9   |
| Лиза Лесли                  | Лос-Анджелес Спаркс        | 16     | 7-10  | 1-2  | 2-2   | 1   | 2   | 3   | 0   | 1  | 0  | 2   | 2  | 17  |
| Запасные игроки             |                            |        |       |      |       |     |     |     |     |    |    |     |    |     |
| Никки Тисли[d]              | Лос-Анджелес Спаркс        | 24     | 2-6   | 2-5  | 4-4   | 0   | 6   | 6   | 6   | 5  | 0  | 0   | 0  | 10  |
| Мэри Фердинанд              | Сан-Антонио Силвер Старз   | 19     | 3-7   | 0-1  | 0-0   | 0   | 0   | 0   | 1   | 2  | 0  | 3   | 4  | 6   |
| Кэти Смит                   | Миннесота Линкс            | 15     | 1-4   | 0-0  | 0-0   | 0   | 0   | 0   | 0   | 0  | 0  | 1   | 1  | 2   |
| Адриан Уильямс              | Финикс Меркури             | 19     | 4-6   | 0-0  | 1-2   | 1   | 5   | 6   | 0   | 2  | 0  | 1   | 1  | 9   |
| Иоланда Гриффит             | Сакраменто Монархс         | 25     | 6-8   | 0-0  | 2-3   | 2   | 5   | 7   | 1   | 2  | 2  | 6   | 3  | 14  |
| Марго Дыдек                 | Сан-Антонио Силвер Старз   | 8      | 1-3   | 0-0  | 0-0   | 1   | 1   | 2   | 0   | 1  | 0  | 1   | 0  | 2   |
| Всего                       |                            | 200:00 | 31-65 | 5-15 | 17-23 | 8   | 31  | 39  | 15  | 14 | 5  | 20  | 13 | 84  |
| Главный тренер              | Майкл Купер (Лос-Анджелес) |        |       |      |       |     |     |     |     |    |    |     |    |     |

| Звёзды Восточной конференции |                         |        |       |      |      |     |     |     |     |    |    |     |    |     |
| Стартовая пятёрка            | Команда                 | MIN    | FG    | 3P   | FT   | OFF | DEF | TOT | AST | ST | BS | TOV | PF | PTS |
| Тереза Уизерспун             | Нью-Йорк Либерти        | 16     | 0-1   | 0-0  | 0-2  | 1   | 2   | 3   | 2   | 0  | 0  | 3   | 0  | 0   |
| Дон Стэйли                   | Шарлотт Стинг           | 24     | 1-6   | 1-4  | 2-2  | 0   | 4   | 4   | 7   | 0  | 0  | 4   | 1  | 5   |
| Тамика Кэтчингс              | Индиана Фивер           | 30     | 6-15  | 4-6  | 1-2  | 2   | 2   | 4   | 2   | 2  | 0  | 5   | 4  | 17  |
| Чамик Холдскло               | Вашингтон Мистикс       | 15     | 3-8   | 0-1  | 0-0  | 0   | 1   | 1   | 0   | 1  | 1  | 0   | 0  | 6   |
| Тари Филлипс                 | Нью-Йорк Либерти        | 20     | 6-12  | 0-0  | 1-1  | 2   | 5   | 7   | 1   | 2  | 2  | 1   | 4  | 13  |
| Запасные игроки              |                         |        |       |      |      |     |     |     |     |    |    |     |    |     |
| Шэннон Джонсон               | Коннектикут Сан         | 11     | 0-5   | 0-1  | 0-0  | 0   | 1   | 1   | 2   | 0  | 0  | 1   | 1  | 0   |
| Деанна Нолан                 | Детройт Шок             | 22     | 5-10  | 3-7  | 2-3  | 2   | 4   | 6   | 1   | 1  | 0  | 0   | 1  | 15  |
| Никеша Сейлс                 | Коннектикут Сан         | 12     | 3-6   | 1-3  | 0-0  | 0   | 1   | 1   | 0   | 1  | 0  | 1   | 1  | 7   |
| Свин Кэш                     | Детройт Шок             | 19     | 3-13  | 0-4  | 0-0  | 1   | 1   | 2   | 1   | 2  | 0  | 1   | 1  | 6   |
| Натали Уильямс               | Индиана Фивер           | 22     | 3-5   | 0-0  | 0-0  | 7   | 4   | 11  | 1   | 3  | 0  | 1   | 1  | 6   |
| Шерил Форд                   | Детройт Шок             | 9      | 0-2   | 0-0  | 0-0  | 0   | 1   | 1   | 0   | 0  | 1  | 2   | 2  | 0   |
| Всего                        |                         | 200:00 | 30-83 | 9-26 | 6-10 | 15  | 26  | 41  | 17  | 12 | 4  | 19  | 16 | 75  |
| Главный тренер               | Ричи Адубато (Нью-Йорк) |        |       |      |      |     |     |     |     |    |    |     |    |     |

- d  Жирным курсивным шрифтом выделена статистика самого ценного игрока матча.